# Cetomimus compunctus
Cetomimus compunctus is een straalvinnige vissensoort uit de familie van walviskopvissen (Cetomimidae). De wetenschappelijke naam van de soort is voor het eerst geldig gepubliceerd in 1965 door Abe, Marumo & Kawaguchi.